# Белорусский конгресс демократических профсоюзов
Белорусский конгресс демократических профсоюзов (БКДП) (бел. Беларускі кангрэс дэмакратычных прафсаюзаў) — белорусская ассоциация профсоюзов. До приостановки своей деятельности, БКДП являлся одним из двух общереспубликанских объединений профсоюзов в Беларуси, наряду с Федерацией профсоюзов Беларуси.
БКДП входит в состав Международной конфедерации профсоюзов и является единственным представителем Беларуси в организации.

## Структура
В состав БКДП на момент приостановки деятельности входило четыре профсоюза: Белорусский независимый профсоюз, Свободный профсоюз Белорусский, Свободный профсоюз металлистов и Белорусский профсоюз работников радиоэлектронной промышленности.

### Белорусский независимый профсоюз
Белорусский независимый профсоюз горняков, химиков, нефтепереработчиков, энергетиков, транспортников, строителей и других работников (БНП) был создан в 1993 году, на базе Независимого профсоюза горняков Беларуси, который объединял работников предприятия «Беларуськалий» в Солигорске. Помимо «Беларуськалия», первичные организации БНП были созданы на «Нафтане», «Белшине», «Гродно Азоте» и Мозырском НПЗ. Также, были попытки создания первичек на таких предприятиях как «Гранит» и Белорусский металлургический завод.
11 апреля 2022 года первичная организация профсоюза на «Гродно Азот» была признана экстремистской. БНП был ликвидирован 12 июля 2022 года по решению Верховного суда Беларуси.

### Свободный профсоюз Белорусский
Свободный профсоюз Белорусский (СПБ) был создан на учредительном съезде 17 ноября 1991 года на базе стачечных комитетов предприятий, которые возникли в ходе апрельских забастовок в Беларуси. Однако, официально профсоюз был зарегистрирован в июле 1992 года.
В августе 1995 года активисты профсоюза в Минском метрополитене, из-за нарушения администрацией метрополитена коллективного договора, организовали забастовку, в результате которой движение поездов было остановлено на несколько дней. Забастовка была подавлена при помощи штрейкбрехеров, а председатель СПБ Геннадий Быков и председатель первичной профсоюзной организации СПБ в Минском метрополитене Владимир Макарчук были приговорены к административному аресту на 10 и 15 суток соответственно. После подавления забастовки, 21 августа указом президента Беларуси деятельность Свободного профсоюза Белорусского была приостановлена. Указ был дважды признан Конституционным судом не соответствующим Конституции Республики Беларусь, однако был отменен только 19 декабря 1997 года. С отменой указа была возобновлена и деятельность Свободного профсоюза Белорусского. 30 июля 1999 года Свободный профсоюз Белорусский был перерегистрирован в Министерстве юстиции Республики Беларусь.
Свободный профсоюз Белорусский действовал на предприятиях из отрасли металлообработки, энергетики, химической и нефтехимической промышленности на предприятиях в Светлогорске, Бобруйске, Новополоцке и Полоцке, в частности на предприятии «Полоцк-Стекловолокно». На момент 2011 года, в профсоюзе состояло 950 членов и имелось 12 первичных профсоюзных организаций.
14 июля 2022 года Верховный суд Республики Беларусь ликвидировал Свободный профсоюз Белорусский.

### Свободный профсоюз металлистов
Свободный профсоюз металлистов (СПМ) был основан в 1995 году путем выделения из Свободного профсоюза Белорусского.
Профсоюз объединял преимущественно работников с машиностроительных предприятий в Минске и Минской области и имел около 20 первичных профсоюзных организаций, в том числе на таких предприятиях как МАЗ, МТЗ, ММЗ, МЗКТ, МЭТЗ, БелАЗ и Белкоммунмаш.
14 июля 2022 года Верховный суд Республики Беларусь принял решение о ликвидации Свободного профсоюза металлистов.

### Белорусский профсоюз работников радиоэлектронной промышленности
Белорусский профсоюз работников радиоэлектронной промышленности (РЭП) был создан в 1990 году на базе Минского и Витебского областных отделений Профсоюза работников радиоэлектронной промышленности СССР и первоначально входил в состав Федерации профсоюзов Беларуси. В 2004 году, профсоюз РЭП официально вышел из состава ФПБ.
В ходе протестов в Беларуси в 2017 году против декрета №3, руководство профсоюза РЭП поддержало акции протеста, а активисты профсоюза организовали сбор подписей за отмену декрета. Летом 2018 года, лидеров профсоюза РЭП Геннадия Федынича и Игоря Комлика приговорили к 4 годам ограничения свободы за уклонение от уплаты налогов.
7 апреля 2022 года, Белорусский профсоюз работников радиоэлектронной промышленности был признан экстремистским формированием и включён в соответствующий реестр организаций. 12 июля этого же года профсоюза РЭП был ликвидирован решением Верховного суда Республики Беларусь.

## История
Профсоюзный центр был создан в мае 1993 года на базе Белорусского независимого профсоюза и Свободного профсоюза Белорусского и официально зарегистрирован 13 декабря 1993 года.
В ходе акций протеста в Беларуси в 2020 году, председатель БКДП Александр Ярошук призвал формировать на государственных предприятиях стачечные комитеты, с перспективой их последующего объединения в Национальный стачечный комитет.
7 апреля 2022 года членская организация БКДП, Белорусский профсоюз работников радиоэлектронной промышленности, была признана экстремистской организацией и занесена в перечень экстремистских организаций. 18 апреля и 19 апреля белорусские правоохранительные органы произвели задержания ряда белорусских профсоюзных активистов, среди которых были председатель БКДП Александр Ярошук, вице-председатель БДКП Сергей Антусевич и бухгалтер БКДП Ирина Бут-Гусаим.
К 18 июля Верховный Суд Республики Беларусь прекратил деятельность Белорусского конгресса демократических профсоюзов и всех четырёх профсоюзных организаций, которые входили в ассоциацию, за «участие в деструктивной деятельности, массовых мероприятиях, нарушающих общественный порядок, распространение информационной продукции экстремистского содержания». 26 декабря Сергей Антусевич и Ирина Бут-Гусаим были приговорены к 2 годам и 1 году и 6 месяцам колонии общего режима соответственно за активное участие в действиях, нарушающих общественный порядок. Александр Ярошук был приговорен в 4 годам колонии общего режима за публичные призывы к насильственному изменению конституционного строя.